# إريك يندكفيست
إريك يندكفيست (بالسويدية: Erik Lindqvist)‏ هو متسابق يخت سويدي، ولد في 20 مايو 1886 في ستوكهولم في السويد، وتوفي في 17 سبتمبر 1934.

## وصلات خارجية
- إريك يندكفيست على موقع أوليمبيديا (الإنجليزية)
- إريك يندكفيست على موقع اللجنة الأولمبية السويدية (السويدية)